# Martha Hudson
Martha B. Hudson Pennyman (Eastman, 21 de março de 1939) é uma ex-velocista e campeã olímpica norte-americana. Estudante e atleta da Universidade Estadual do Tennessee – como todas as outras integrantes do revezamento, conhecidas como as Tennessee State Tigerbells–  ela competiu nos Jogos Olímpicos de Roma 1960 como integrante do revezamento feminino 4x100 m dos Estados Unidos, conquistando a medalha de ouro ao lado de Wilma Rudolph, Lucinda Williams e Barbara Jones, estabelecendo nova marca mundial de 44s5. Posteriormente tornou-se professora em Thomaston, em seu estado natal da Geórgia.